# Педру Урхельський
Пе́дру Урхе́льський (порт. Pedro de Urgel; 23 лютого 1187 — 2 червня 1258) — португальський інфант, граф Урхельський (1229—1236), сеньйор Балеарських островів (1236—1258). Представник португальського Бургундського дому. Народився у Коїмбрі, Португалія. Другий син португальського короля Саншу I та арагонської інфанти Дульси. У 1211—1216 роках разом із сестрами Терезою, Саншою і Мафалдою безуспішно вів війну проти старшого брата і португальського короля Афонсу II. Після поразки вигнаний із Португалії. Служив командиром християнських найманців у альмохадського халіфа Юсуфа ІІ (1217—1223), був мажордомом леонського короля Альфонсо IX (1223—1230) і васалом арагонського короля Хайме I (1230—1258). 1229 року одружився із урхельською графинею Аврембією, став графом та володарем Урхелу. Після смерті дружини передав графство Арагонській короні в обмін на Балеарські острови (1236). Брав участь в арагонському завоюванні Валенсії (1245). Помер у Пальмі, на Балеарських островах. Похований в Церкві святого Франциска. Також Педру Португальський (порт. Pedro de Portugal).

## Біографія

### Війна у Португалії
Педру народився 23 лютого 1187 року в Коїмбрі, в родині португальського короля Саншу І та королеви Дульси, доньки барселонського графа Рамона-Беренгера IV та арагонської королеви Петроніли. Хлопець був другим сином у сім'ї, молодшим братом спадкоємця престолу Афонсу ІІ. Його сестрами були Тереза, Санша, Мафалда.
1211 року, внаслідок смерті батька Саншу І новим португальським королем став Афонсу ІІ. Педру виступив проти короля-брата й підтримав сестер-інфант Терезу, Саншу та Мафалду, господарок Монтемор-у-Велю, Аленкера й Сейї, які не визнавали нового сюзерена. Внаслідок цього у 1211—1216 роках у Португалії тривала міжусобна війна між королем та інфантами, в яку втрутилися кастильський король Альфонсо VIII (на боці короля) та леонський король Альфонсо IX, колишній чоловік Терези (на боці інфант). Педру користався протекцією Терези, з володінь якої здійснював грабіжницькі виправи на землі португальської корони в провінції Трансмонтана. 1216 року, завдяки втручанню римського папи Іннокентія III, конфлікт завершився перемогою Афонсу ІІ, який назавжди вигнав Педру із Португалії.

### У вигнанні
Протягом 1217—1223 років Педру жив у Марокко. Він був командиром християнських найманців і авантюристів, які служили альмохадському халіфу Юсуфу II. За переказом Педру був втягнутий в інцидент із місіонером Берардом Кабріонським, який 1220 року у супроводі 4 францисканців прибув до Марракешу й почав проповідувати християнство, хулячи іслам та пророка Мухаммеда. Халіф оголосив прибульців душевнохворими й наказав Педру та його солдатам вигнати їх з країни. Місіонери вислизнули з-під варти й змогли повторити свою проповідь на столичному ринку; через це халіф власноруч відрубав їм голови.
Після марокканської служби Педру перебрався до Леонського королівства, де перебував під захистом Альфонсо IX. Останній призначив його на посаду мажордома, яку він займав з 23 вересня 1223 року до 18 серпня 1230 року. Внаслідок смерті короля Педру переїхав до королівства Арагон, де став грати важливу роль в інтригах свого родича — молодого й амбіційного короля Хайме I. Після прийняття васальної присяги той дарував йому володіння у Таррагонському Кампі.

### Урхельський граф

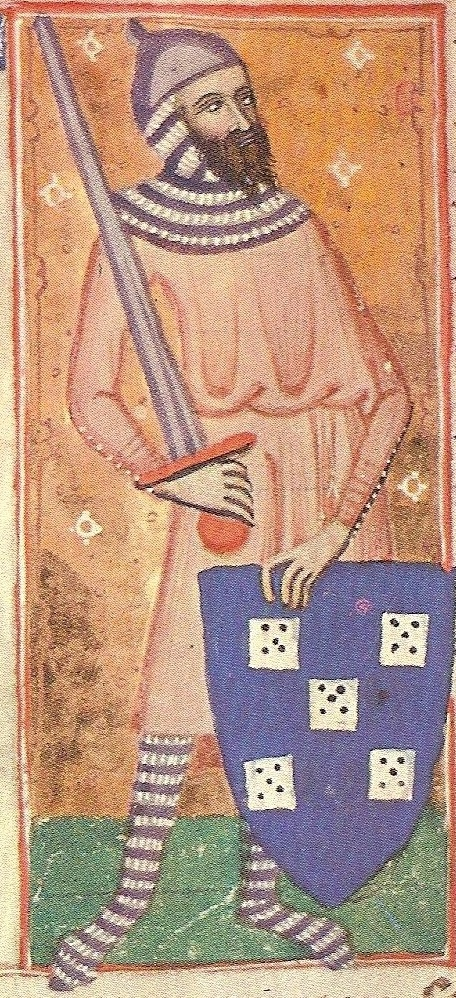
Портрет Педру («Llibre dels privilegis de Mallorca», 1334)

11 липня 1229 року, за родинною традицією, Педру одружився із арагонською шляхтянкою — урхельською графинею Аврембією (Aurembiaix, Ерумбо). Вона була єдиною донькою графа Ерменгола VIII та Ельвіри де Лари, законною господаркою Урхельського графства, складовою Арагонського королівства. До шлюбу Аврембія уклала із королем Хайме І угоду, що передасть своє графство Арагонській короні, якщо не матиме дітей. Шлюб було укладено з розрахунку: Педро ставав урхельським графом-консортом, а його дружина сподівалася його силами вигнати з графства узурпатора Геральда IV Кабрерського (Guerau de Cabrera, Журо). Користуючись допомогою Хайме І, Педру та Аврембія почали війну проти узурпатора й повернули собі графство. Платою за поміч стало місто Льєйда, яке подружжя передало до королівського домену.
Після смерті Аврембії в 1231 році, відповідно до її заповіту, Педру став законним спадкоємцем покійної дружини і графом урхельським. Проте цього не визнав син і спадкоємець Геральда IV, Понтій IV Кабрерський (Ponce IV of Cabrera), а також король Хайме І, який згідно з дошлюбною угодою Аврембії, вважав графство своїм, позаяк Педру і графиня не мали дітей..

### Балеарський сеньйор
29 вересня 1231 року Хайме І і Педру уклали розмінний договір: Педру зрікався претензій на Урхельське графство, яке переходило до Понтія IV Кабрерського (й врешті-решт було анексоване Арагоном), а натомість отримував у володіння Балеарські острови, які він почав відвойовувати у маврів з 1230 року, допомагаючи єпископу Таррагонському. Педру проголошувався сеньйором Балеарських островів (ісп. Senhor das Baleares, лат. dominus regni Majoricarum) — Майорки, Ібіци, Форментери; господарем замків Полленса, Аларо й Алмудайна. Договір набув чинності 21 січня 1236 року.
До кінця свого життя Педру керував Балеарськими островами. Центром його нових володінь була Пальма на Майорці. З моря і суші Педру допомагав Хайме І у завоюванні Валенсії в 1245 році, за що отримав на північ від неї землі в Морельї, Алменарі, Кастельо та Сегорбе. Під час міжусобної війни у Португалії в 1246—1247 роках між Саншу ІІ та Афонсу ІІІ він підтримував останнього.
2 червня 1258 року Педру помер у Пальмі на Майорці. Його поховали у місцевій Церкві святого Франциска. Оскільки Педру на мав законних спадкоємців окрім двох байстрюків — Родрігу та Фернанду, Балеарські острови повернулися під владу Арагонської корони. На цих островах було засноване Майорканське королівство, яким правила бічна родина Арагонського королівського дому.

## Сім'я
- Батько: Саншу I (1154—1211) — король Португалії.
- Матір: Дульса (1160—1198) — донька барселонського графа Рамона-Беренгера IV
- Дружина: Аврембія (1196—1231), донька урхельського графа Ерменгола VIII.
- Коханка: NN (?—?)
- Байстрюки:
  - Родрігу (? — 6 березня ?[11]) — похований у Коїмбрському монастирі Святого Хреста[22].
  - Фернанду (? — 22 березня ?[11]) — похований у Коїмбрському монастирі Святого Хреста[22].